# Lamperti & Garbagnati
Lamperti & Garbagnati è stata un'azienda italiana attiva nel commercio e nella produzione di attrezzatura e materiale fotografico.

## Storia
Fu fondata a Milano nel 1883 da Gioachino Garbagnati (Milano 1844 - 1919) ed Edoardo Lamperti (Magnago 1846 - Varese 1936). I due fondatori si erano conosciuti nel capoluogo lombardo essendo colleghi di lavoro, impiegati presso la ditta Brioschi attiva nel commercio di cristallerie. Conquistata la fiducia del datore di lavoro, al ritiro di questi ne avevano rilevato sede e strutture, convertendole verso il nuovissimo e promettente settore della fotografia. Nasceva così nel 1883 la Lamperti & Garbagnati s.n.c. con sede in via Omenoni, attiva nel commercio del materiale fotografico e nella piccola produzione di apparecchi ed accessori da studio.
L'azienda, fra le pioniere della fotografia in Italia, ebbe sede successivamente in piazza Sant'Alessandro. L'officina per la propria produzione era sempre nel capoluogo lombardo, prima in via Rosolino Pilo e poi in viale Lombardia.

## Produzione
La produzione, di tipo artigianale in piccole quantità, era però diversificata su moltissimi modelli destinati principalmente agli studi di fotografia ed includenti banchi ottici, treppiedi, ingranditori ed altri accessori. I prodotti Lamperti & Garbagnati, di elevata qualità ebanistica, sono presenti in molte collezioni e musei, fra i quali il Museo nazionale della scienza e della tecnologia di Milano.